# Баня Лысовицкая
Баня Лысовицкая (укр. Баня Лисовицька) — село в Моршинской городской общине Стрыйского района Львовской области Украины.

## История
В 1985 году здесь был построен торговый центр.
Население по переписи 2001 года составляло 1761 человек.